# Yamato (popolo)
Il popolo Yamato (大和民族?, Yamato minzoku, nella letteratura anteriore anche etnia Yamato) e Wajin (和人?, Wajin, letteralmente "popolo di Wa") è il gruppo etnico nativo dominante del Giappone.
Il termine entrò in uso intorno alla fine del XIX secolo per distinguere gli abitanti del Giappone continentale dai gruppi etnici minoritari che si erano insediati nelle aree periferiche del Giappone, come gli Ainu, i Ryukyuani, i Nivkh, gli Orok, nonché i Coreani, i Taiwanesi e gli Aborigeni taiwanesi che erano incorporati nell'Impero giapponese all'inizio del XX secolo. Il nome fu applicato alla casa imperiale del Giappone o "corte di Yamato" che esisteva in Giappone nel IV secolo ed era originariamente il nome della regione in cui il popolo Yamato si insediò per la prima volta nella provincia di Yamato (odierna prefettura di Nara). Generazioni di storici, linguisti e archeologi giapponesi hanno dibattuto se la parola sia legata a quella più antica Yamatai (邪馬台?). Il clan Yamato fondò la prima e unica dinastia del Giappone.

## Etimologia
Wa (Wō) o Yamato erano i nomi che la Cina antica usava per riferirsi a un gruppo etnico che viveva in Giappone intorno al periodo dei Tre Regni. Gli scribi cinesi, coreani e giapponesi scrissero regolarmente Wa o Yamato con lo stesso identico carattere cinese 倭 fino all'VIII secolo, quando i Giapponesi vi trovarono dei difetti, sostituendolo con 和 "armonia, pace, equilibrio". Retroattivamente, questo carattere fu adottato in Giappone per riferirsi al paese stesso, spesso combinato con il carattere 大, che significa letteralmente "Grande", similmente a Gran Bretagna, così da scrivere il nome preesistente Yamato 大和 (ad es., come 大清帝國 “Grande Impero Qing”, 大英帝國 “Grande Impero britannico”). La pronuncia Yamato non può essere formata dai suoni dei suoi caratteri costitutivi; si ipotizza che si riferisse originariamente a un luogo in Giappone che significava "Porta della Montagna" (山戸).
La provincia storica di Yamato (ora prefettura di Nara nell'Honshu centrale) confina con la provincia di Yamashiro (ora la parte meridionale della prefettura di Kyōto), il cui nome è parimenti etimologicamente oscuro; tuttavia, i nomi di entrambe le province appaiono contenere l'etimo nipponico yama, che solitamente significa "montagna/montagne" (ma a volte ha un significato più vicino a "foresta", specialmente in alcune lingue ryukyuane). Altre coppie di province storiche del Giappone esibiscono una condivisione simile di un elemento etimologico, come Kazusa (<*Kami-tu-Fusa, "Alto Fusa") e Shimōsa (<*Simo-Fusa, "Basso Fusa") o Kōzuke (<*Kami-tu-Ke, "Alto Ke") e Shimotsuke (<*Simo-tu-Ke, "Basso Ke"). In questi ultimi casi, si pensa che le coppie di province con nomi simili siano state create attraverso la suddivisione di un'unica provincia anteriore nei tempi preistorici o protostorici.
Sebbene le origini etimologiche di Wa rimangano incerte, i testi storici cinesi registrarono un antico popolo residente nell'arcipelago giapponese, chiamato all'incirca *ʼWâ o *ʼWər 倭. Carr rileva che le proposte prevalenti per l'etimologia di Wa vanno da fattibili (quelle che trascrivono i pronomi di prima persona giapponesi waga 我が "mio; nostro" e ware 我 "io; noi; proprio") a vergognose (quelle che scrivono il giapponese Wa come 倭 che implica "nano"), e sintetizza le interpretazioni del "giapponese" *’Wa con le variazioni su due etimologie: "comportamentalmente 'sottomesso' o fisicamente 'basso'". La prima spiegazione "sottomesso; obbediente" cominciò con il dizionario Shuowen Jiezi (121 d.C.). Esso definisce 倭 come shùnmào 順皃 "aspetto obbediente/sottomesso/docile", spiega graficamente il radicale "persona; essere umano" con un fonema wěi 委 "piegato", e cita il poema Shijing. "Presumibilmente, quando i Cinesi incontrarono per la prima volta i Giapponesi," Carr (1992:9) suggerisce che "trascrissero Wa come *ʼWâ 'piegato all'indietro' che significa inchino/obbedienza 'accondiscente'.
L'inchino è notato nei primi riferimenti storici al Giappone." Gli esempi includono annotazioni quali "Il rispetto è mostrato accucciandosi", e "si accucciano o si inginocchiano, con entrambe le mani sul terreno. Questo è il modo in cui mostrano rispetto." Koji Nakayama interpreta wēi 逶 "serpeggiante" come "molto lontano" ed eufemisticamente traduce Wō 倭 come "separato dal continente". La seconda etimologia di wō 倭 che significa "nano (varietà di una specie animale o vegetale), omino, persone piccole" ha possibili affini in ǎi 矮 "basso, corto (di statura)", wō 踒 "deformazione; stiramento; gambe piegate", e wò 臥 "giacere; accovacciarsi; sedere (animali e uccelli)". Le prime storie dinastiche cinesi si riferiscono a Zhūrúguó 侏儒國 "paese pigmeo/nano" ubicato a sud del Giappone, associato probabilmente all'isola di Okinawa o alle isole Ryukyu. Carr cita il precedente storico della costruzione della leggenda di Wa come "popolo sottomesso" e "Paese di Nani" come prova che l'etimologia di "persone piccole" fosse uno sviluppo secondario.

## Storia dell'uso
Nel VI secolo la dinastia Yamato - una delle molte tribù, di varie origini, che si erano insediate in Giappone nella preistoria - fondò uno stato modellato sugli stati cinesi di Sui e Tang, il centro dell'influenza politica asiatico-orientale del tempo. Quando l'influenza degli Yamato si espanse, la loro lingua giapponese antica divenne la lingua parlata comune. Il concetto di sangue puro come criterio per l'unicità del minzoku degli Yamato cominciò a circolare in Giappone intorno al 1880, al tempo in cui alcuni scienziati giapponesi cominciarono indagini sull'eugenetica.
Nel Giappone odierno, il termine Yamato minzoku può essere visto come una forma antiquata per connotare nozioni razziali che sono state scartate in molti circoli a partire dalla sconfitta del Giappone nella seconda guerra mondiale. Spesso si usano invece “popolo giapponese” o anche “giapponesi-giapponesi”, sebbene anche questi termini abbiano complicazioni a causa della loro mescolanza ambigua di nozioni di etnia e di nazionalità. Il professor Mark Levin suggerisce di adottare nell'uso generale il termine wajin (和人), già usato nel discorso per distinguere i Giapponesi non ainu dagli Ainu, come termine globale appropriato per indicare i Giapponesi etnici in Giappone oggi. Se considerati come un unico gruppo etnico, il popolo Yamato è tra i più grandi del mondo. Ha dominato il Giappone per quasi tutta la sua storia.

## Ryukyuani
Vi era disaccordo sul fatto se includere i Ryukyuani tra gli Yamato, o identificarli come un gruppo etnico indipendente, o come un sottogruppo che costituisce l'etnia giapponese insieme agli Yamato. A partire dal periodo Meiji gli studiosi giapponesi sostennero il punto di vista, in seguito respinto, che essi fossero imparentati con gli Yamato. I Ryukyuani furono assimilati ai Giapponesi (Yamato) con la loro identità etnica soppressa dal governo Meiji. Shinobu Orikuchi ipotizzò che i Ryukyuani fossero i "proto-Giapponesi" (原日本人?, gen nippon jin), mentre Kunio Yanagita suggerì che fossero un sottogruppo che si era insediato nelle isole Ryukyu, mentre l'ondata migratoria principale si trasferì verso nord per insediarsi nell'arcipelago giapponese e divenne il popolo Yamato.